# Leopoldo Ortiz Climent
Leopoldo Ortiz Climent  (ur. 13 września 1941 w Catadau) – hiszpański polityk, działacz gospodarczy, dyplomata i inżynier, poseł do Parlamentu Europejskiego III kadencji, poseł i senator krajowy.

## Życiorys
Odbył studia z inżynierii rolniczej i chłodniczej w Conservatoire national des arts et métiers w Paryżu, a także na Sorbonie i w Bolonii, ukończone w 1968 w Wyższej Szkole Inżynierii Rolnictwa w Walencji. Od 1970 do 1972 wykładał podstawowe operacje inżynierii rolniczej i termotechnikę w Walencji. Od 1972 do 1976 pracował w sekcji rolniczej hiszpańskiej ambasady w Londynie, następnie do 1978 był przedstawicielem komitetu eksportu owoców cytrusowych przy ambasadach w Londynie i Dublinie. W latach 1978–1982 zajmował analogiczne stanowisko przy ambasadach w Paryżu, Hadze i Brukseli, po czym do 1989 zarządzał całym Komitetem ds. Eksportu Owoców Cytrusowych. Od 1983 do 1985 był też członkiem komitetu doradczego ds. rolnictwa przy Wspólnocie Europejskiej, a od 1982 doradcą w FAO. Był również członkiem ECOFUEL i komitetu negocjującego GATT z ramienia UE, a także szefem prywatnej firmy.
W 1987 należał do założycieli regionalistycznej partii Unii Walenckiej. Został jej liderem i bezskutecznie kandydował do Parlamentu Europejskiego (ugrupowanie uzyskało 0,84% poparcia). Przeszedł następnie do Partii Ludowej, znajdując się w jej władzach krajowych. W 1989 z jej ramienia uzyskał mandat w Parlamencie Europejskim. Początkowo pozostawał niezrzeszony, we wrześniu 1989 dołączył do Europejskiego Sojuszu Demokratycznego. Należał m.in. do Komisji ds. Rolnictwa, Rybołówstwa i Rozwoju Wsi oraz Komisji ds. Polityki Regionalnej, Planowania Regionalnego i Stosunków z Władzami Regionalnymi i Lokalnymi. Z mandatu eurodeputowanego zrezygnował w czerwcu 1993, kiedy został wybrany do Kongresu Deputowanych z okręgu Walencja. W parlamencie przewodniczył komitetowi ds. infrastruktury i środowiska. W kolejnych wyborach w 1996 uzyskał fotel w Senacie, który utrzymał do 2000.
Żonaty z Maríą Dolores Gras Verdú, ma troje dzieci.